# ناخله
ناخله (به هلندی: Nagele) یک منطقهٔ مسکونی در هلند است که در نورداوست‌پلدر واقع شده‌است. ناخله ۱٬۹۴۶ نفر جمعیت دارد.